# 安息香酸カルシウム
安息香酸カルシウム（Calcium benzoate）は、安息香酸のカルシウム塩である。食品産業において防腐剤として使われている。E番号はE213。